# Neonesidea schulzi
Neonesidea schulzi is een mosselkreeftjessoort uit de familie van de Bairdiidae.